# Mi-parti
Mi-parti (fr. for "halv-delt", "midt-delt", "tvedelt", delt på midten) er en type farve- og mønsterdesign med lodret todeling, som blev brugt i våbenskjolde og modeklæder i europæisk middelalder. Mi-parti-dragter med forskellige farver på venstre og højre halvdel og lignende varianter kom frem i 1100-tallet. De var særlig udbredt i gotikken i 1300-tallet og forsvandt i begyndelsen af 1500-tallet.
Ifølge dragtforskeren Camilla Luise Dahl hentede de tvefarvede dragter deres væsentligste inspirationskilde i den heraldiske ikonografi.
Mi-parti-dragten har overlevet i narredragter.

## Orkesterværk
Mi-Parti er også titlen på et orkesterværk fra 1976 af den polske komponist Witold Lutosławski (1913-1994). Det 15 minutter lange stykke har en indledende del og en hoveddel i overensstemmelse med Lutosławskis forkærlighed for tvedelte strukturer i 1960-1970'erne.